# 王维之
王维之（1918年—2000年），男，陕西临潼人，中华人民共和国政治人物，曾任黑龙江省革命委员会副主任，黑龙江省政协副主席，第五届全国人大代表。